# کبوتر اشغالگر
کبوتر اشغالگر (نام علمی: Geophaps scripta) گونه‌ای از پرندگان خانواده کبوتران (Columbidae) و بومی شمال شرقی استرالیا است. بر اساس گزارش اداره محیط زیست و انرژی آن زمان استرالیا، زیرگونه نمادین، کبوتر اشغالگر جنوبی (Geophapa scripta scripta) به عنوان تهدیدشدهٔ فهرست شده است. در مناطق خشک و نیمه‌خشک از جمله مراتع و جنگل‌های خشک سخت‌برگ زندگی می‌کند.

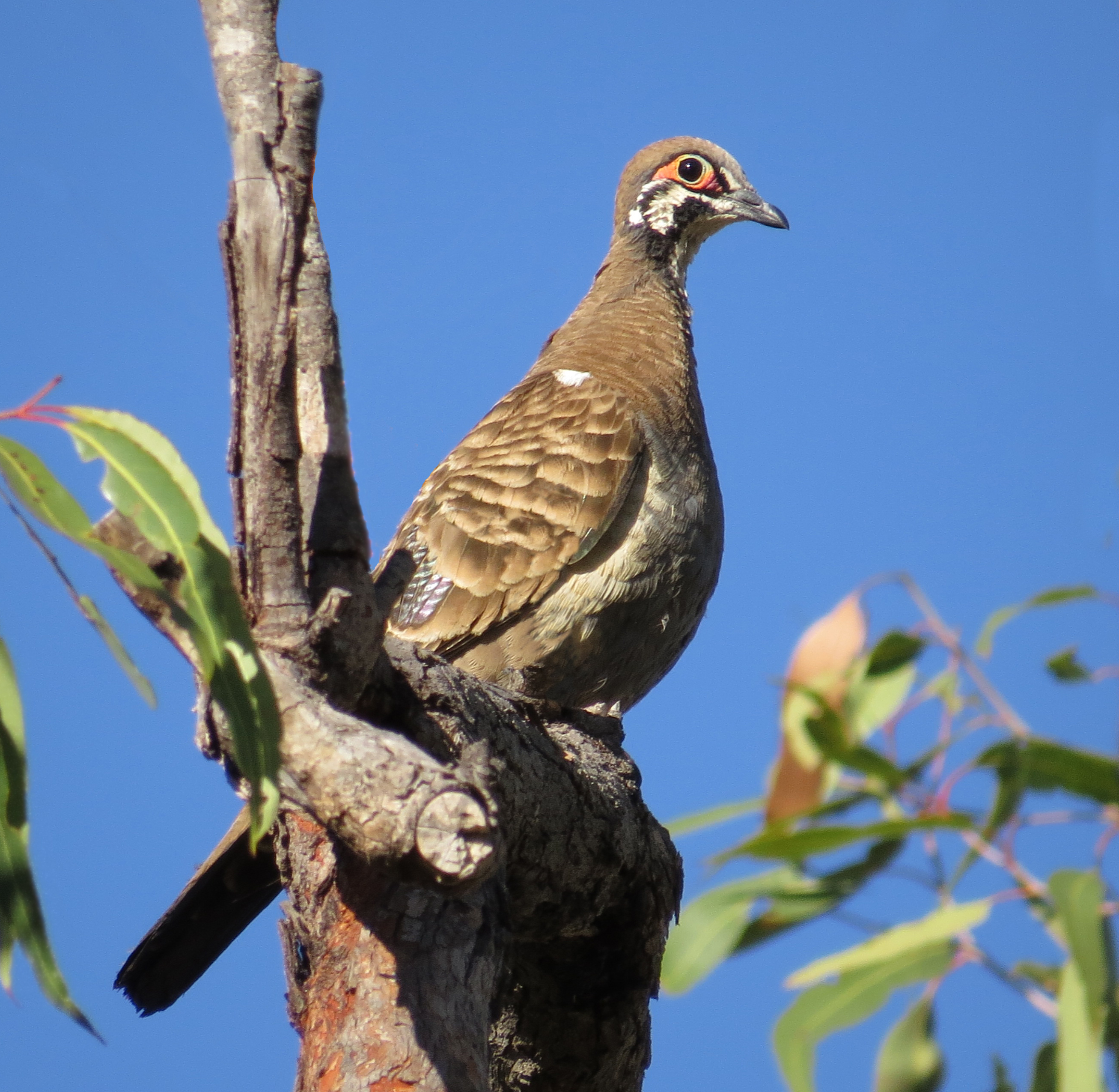
شکل شمالی با پوست پیراچشم صورتی است.